# Khövsgöl (province)
L'aïmag de Khövsgöl (en mongol en écriture cyrillique : Хөвсгөл аймаг ISO-9 : Khövsgöl aimag) est une des 21 provinces de Mongolie. Elle est située au nord du pays, à la frontière avec la Russie. Sa capitale est Mörön.

## Subdivisions administratives

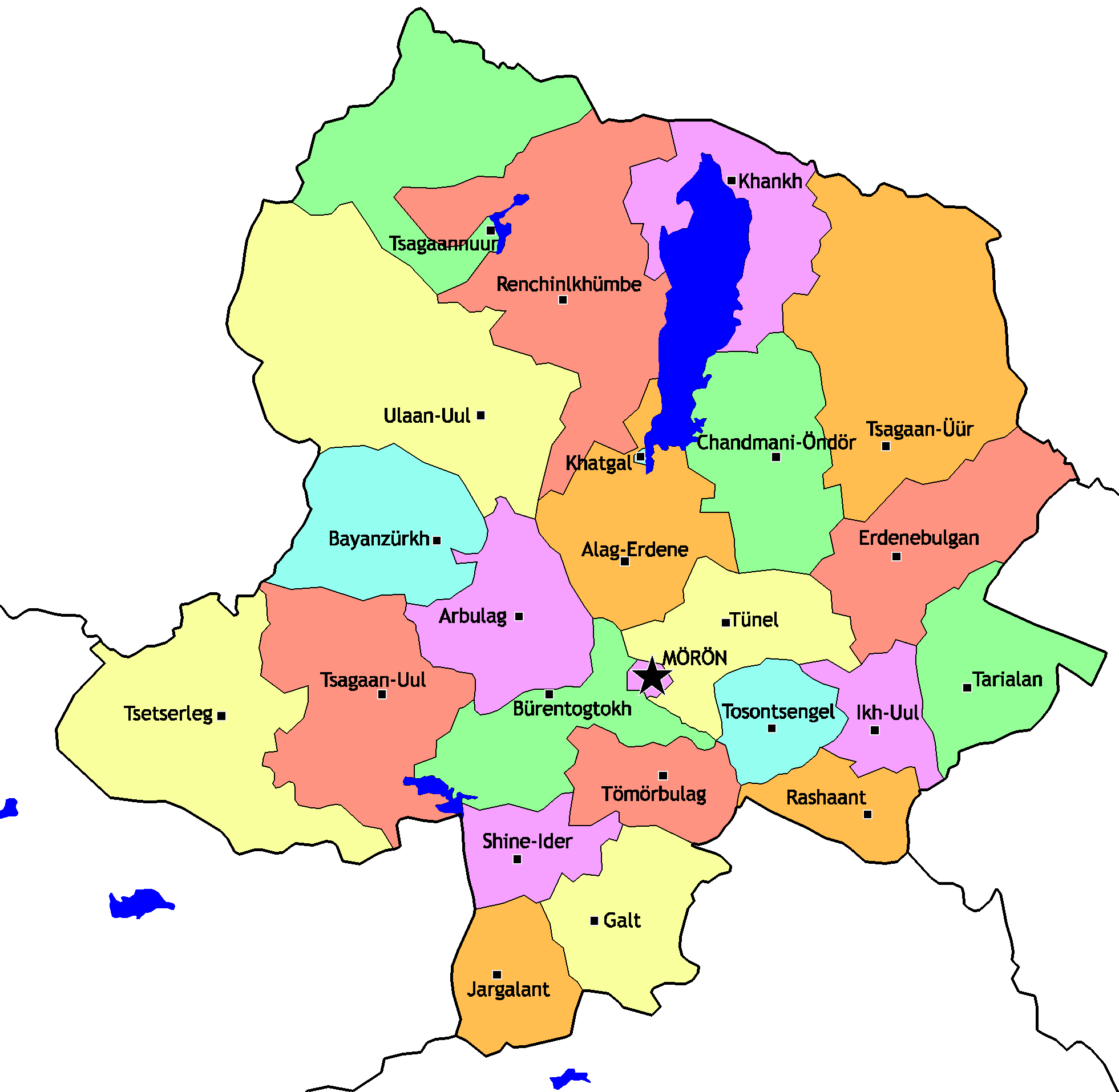
Carte administrative.

- Alag-Erdene
- Arbulag
- Bayanzürkh (ou Bayanzürh)
- Bürentogtokh (ou Bürentogtoh)
- Chandmani-Öndör
- Erdenebulgan
- Galt
- Khankh (ou Hanh)
- Khatgal (ou Hatgal)
- Ikh-Uul
- Jargalant
- Mörön
- Rashaant
- Renchinlkhümbe
- Shine-Ider
- Tarialan
- Tömörbulag
- Tosontsengel
- Tsagaannuur
- Tsagaan-Uul
- Tsagaan-Üür
- Tsetserleg
- Tünel
- Ulaan-Uul

## Population
La province est la région d´origine de plusieurs groupes ethniques, tels que les Darkhad, Khotgoid, Uriankhai, Bouriates et Tsaatan.

## Lieux et monuments
Le lac Hövsgöl, tout au nord de la province, est un des plus grands et plus anciens lacs d'Asie centrale. Il est le centre d'un immense Parc national, abritant de nombreuses espèces animales et végétales.
La vallée de l'Egiin Gol est le lieu de fouilles archéologiques.
Une partie du bassin du lac Uvs (ou Uvs Nuur), classé au patrimoine mondial de l'UNESCO, se trouve sur le territoire de cette province.
Les tumulus de l'âge du bronze particuliers appelés kheregsüür et des pierres à cerf à Uushigiin Övör, dans le sum de Mörön.

## Gallery

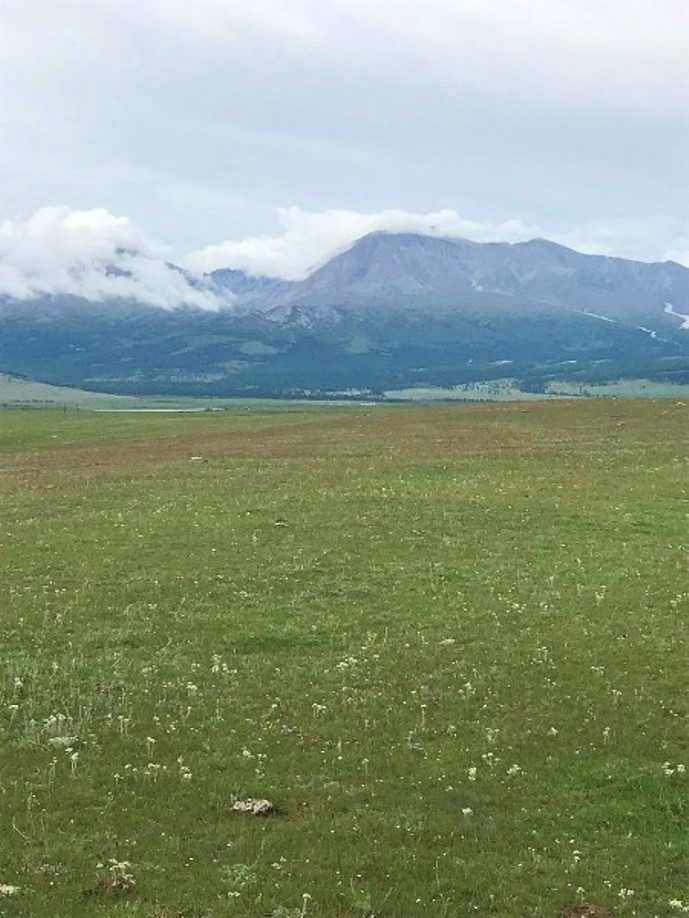
Paysage de la province
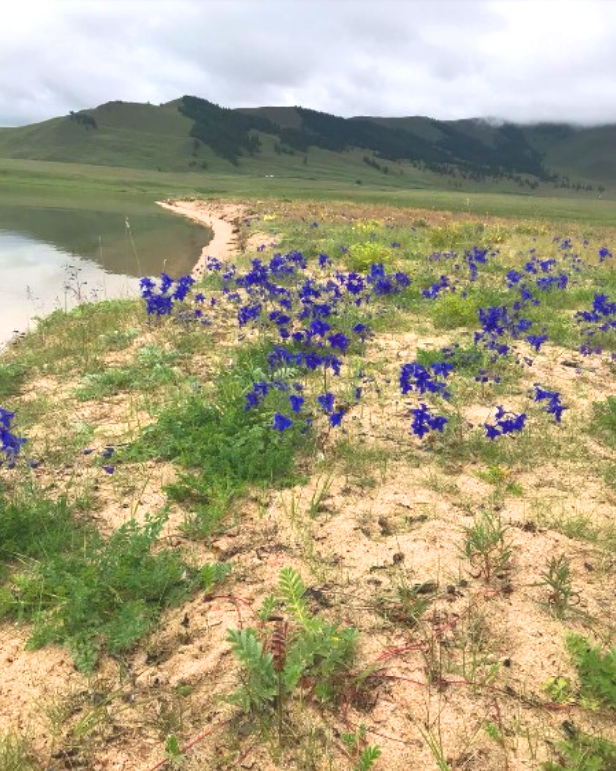
Flore des steppes de la province
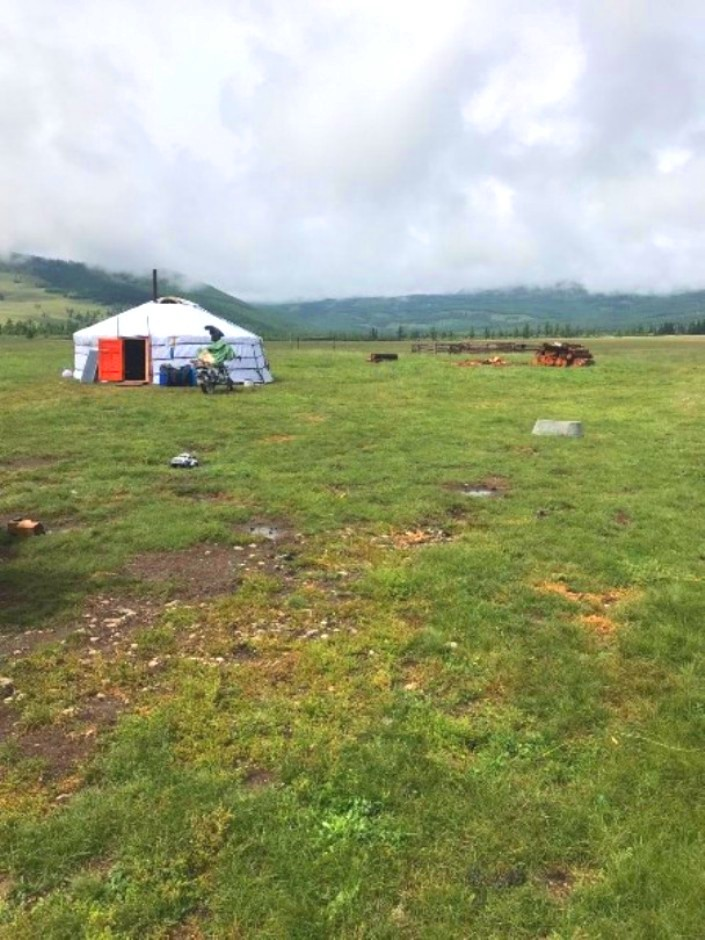
Yourte nomade
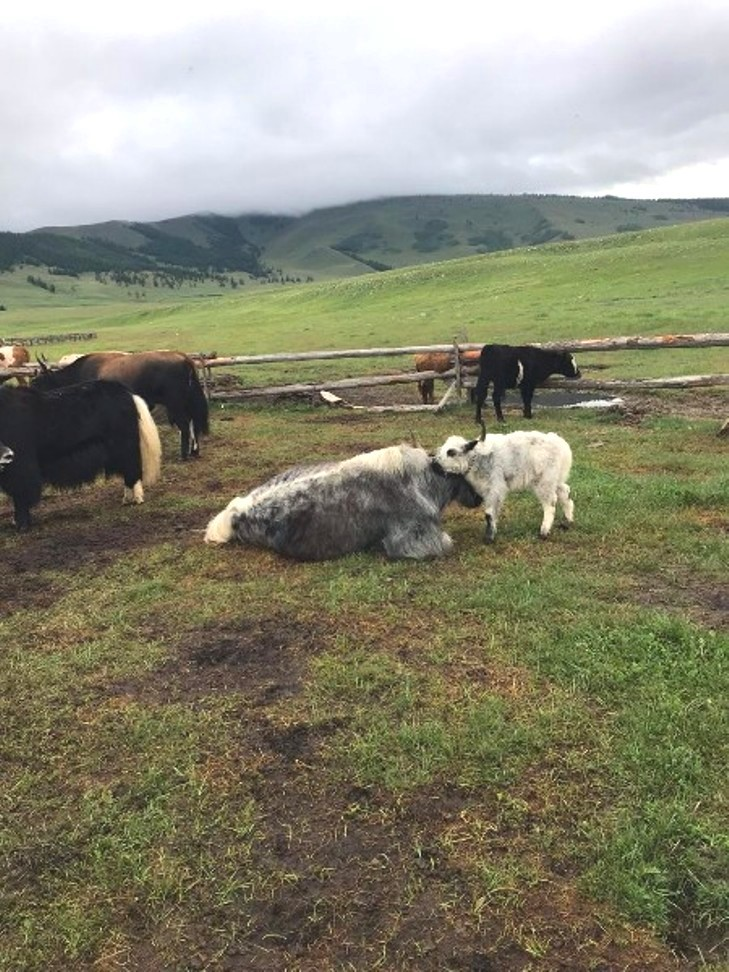
Bétail nomade